# Cândești (Dâmbovița)
Cândești è un comune della Romania di 3 011 abitanti, ubicato nel distretto di Dâmbovița, nella regione storica della Muntenia.
Il comune è formato dall'unione di 5 villaggi: Aninoșani, Cândești-Deal, Cândești-Vale, Dragodănești, Valea Mare.